# Lancang (Kembang Tanjong)
Lancang is een bestuurslaag in het regentschap Pidie van de provincie Atjeh, Indonesië. Lancang telt 1598 inwoners (volkstelling 2010).